# Laith Pharaon
Laith Ghaith Pharaon (arabul: ليث غيث فرعون, London, 1968. szeptember 7. – ) szaúd-arábiai vendéglátói vállalkozó és ingatlanfejlesztő, akinek Európában, Ázsiában, Észak-Amerikában és Latin-Amerikában vannak érdekeltségei. Pharaon az Orca Holding alapítója és vezérigazgatója.

## Életrajz
Egyetemi tanulmányait Svájcban kezdte, amit a Dél-Kaliforniai Egyetemen fejezte be. 1995-től 2006-ig nemzetközi szintű, első osztályú nyílt tengeri motorcsónak versenyeken vett részt.
Pharaon otthona az uruguayi Punta del Esteben van. Rendszeresen utazik Miami, Barcelona és Szingapúr között és egyéb ázsiai országokba is rendszeresen elutazik.